# الحديقة الجوراسية
الحديقة الجوراسية هي علامة تجارية إعلامية أمريكية مستوحاة من الخيال العلمي لقصة تحكي كيف تحولت مدينة ترفيهية للديناصورات إلى مصدر خطر على البشر. في بداية عقد 1990، اشترت كل من يونيفرسال بيكشرز وأمبلين إنترتاينمنت الحقوق الفكرية من مايكل كرايتون لروايته بذات الاسم حتى قبل نشرها.
نجحت الرواية، كما نجح ستيفن سبيلبرغ في إخراج فيلم الحديقة الجوراسية سنة 1993. كما انتشرت ألعاب فيديو حول القصة.

## وصلات خارجية
- الموقع الرسمي